# Дибатаг
Дибата́г (лат. Ammodorcas clarkei) — парнокопытное млекопитающее из монотипного рода Ammodorcas подсемейства Настоящих антилоп (Antilopinae) семейства Полорогих (Bovidae). Видовое латинское название дано в честь первооткрывателя Томаса Уильяма Генри Кларка (1860—1945), обнаружившего антилопу в 1890 году. Слово дибатаг происходит из сомалийского языка и состоит из двух слов: dabu (хвост) и tag (прямо). Замечено, что во время бега антилопы держат хвост прямо.

## Описание
Длина тела дибатага составляет от 152 до 168 см, высота в холке 80—88 см, длина хвоста 30—36 см, масса — от 22 до 35 кг. Верх окрашен в серо-бежевый, а низ в белый цвет. Ноги охристого цвета, а лоб красно-коричневого окраса. У самцов короткие рога, длиной от 15 до 25 см, у основания завиты, согнуты в дугу и направлены вперёд. У самок рога отсутствуют.

## Распространение
Вид является эндемиком пустынного региона Огаден (в пограничном районе между Эфиопией и Сомали) и центрального Сомали. Это одна из самых редких антилоп.

## Образ жизни
Питается листвой, часто поднимаясь на задние конечности, чтобы достать высоко расположенные ветви. Самцы территориальны и ежедневно обновляют свою маркировки. Самки образуют группы до 5 животных со своим потомством и отдельными взрослыми самцами.